# نشر وظيفة الجودة
نشر وظيفة الجودة (بالإنجليزية: Quality Function Deployment)‏ واختصاراً QFD هي وسيلة «لتحويل طلبات المستخدمين إلى جودة في التصميم ونشر الوظائف التي تشكل الجودة ونشر الأساليب لتحقيق الجودة في تصميم الأنظمة الفرعية ومكوناتها وفي نهاية المطاف إلى عناصر محددة من عملية التصنيع».
وهي طريقة يابانية في الإنتاج والاستجابة الأمثل لطلبات الحرفاء والحفاظ على الجودة. ابتكر هذه الطريقة اليابانيُ يوجي أكاو Yogi Akao سنة 1966 وكانت شركة ميتسوبيشي للصناعات الثقيلة لصناعة السفن في مدينة كوبي من السباقين في تطبيق هذه الطريقة سنة 1972. بعد مرور فترة وجيزة على ذلك قامت شركة تويوتا بتبني هذه الطريقة وتطويرها حسب متطلباتها. في سنة 1983 نُشِرت أعمال أكاو للمرة الأولى في الولايات المتحدة الأمريكية وكانت زيروكس وفورد من أولى الشركات الأمريكية التي تبنت هذا النظام.